# Karel Vítovec
Karel Vítovec (27. srpna 1923 - ???) byl český a československý politik a poúnorový bezpartijní poslanec Národního shromáždění ČSSR.

## Biografie
Ve volbách roku 1960 byl zvolen do Národního shromáždění ČSSR za Západočeský kraj jako bezpartijní kandidát. Podílel se na projednání nové ústavy ČSSR z roku 1960. V Národním shromáždění zasedala až do konce volebního období parlamentu, tedy do voleb v roce 1964.